# Зубицкий, Андрей Борисович
Андрей Борисович Зубицкий (род. 17 апреля 1975, Кемерово) — российский предприниматель, менеджер, совладелец и первый заместитель генерального директора Промышленно-металлургического холдинга (металлургический холдинг «Кокс»).
Кандидат экономических наук.

## Биография
Андрей Зубицкий родился 17 апреля 1975 года в Кемерово.
В 1998 году окончил Кузбасский  политехнический институт.
Трудовую деятельность начинал учеником бухгалтера-оператора.
С 1998 года по 2001 год жил в Германии и Швейцарии.
В 2002 году возглавил ОАО «Ванадий»[уточнить].
В 2003 году назначен первым заместителем гендиректора Промышленно-металлургического холдинга.
В 2007 году возглавил совет директоров Словенской стальной группы (Slovenian Steel Group), вошедшей в Промышленно-металлургический холдинг.

## Семья
Женат, двое детей.
Отец — Борис Зубицкий и брат — Евгений Зубицкий являются равными партнёрами в Промышленно-металлургическом холдинге (металлургический холдинг «Кокс»).

## Состояние
Входит в рейтинг журнала Forbes с 2010 года занимая 96 место с состоянием 700 млн долларов США.
В Рейтинге российских миллиардеров 2010 года, по данным журнала Финанс занимает 191 место с состоянием 420 млн долларов США.

## Награды
- Орден Дружбы (9 августа 2019 года) — за большие заслуги в укреплении дружбы, сотрудничества и взаимопонимания между народами России и Словении[4].

## Интересные факты
- В действиях по скупке пакетов металлургических заводов Андрей Зубицкий не участвовал, и фактически, акции группы, это подарок отца — Бориса Зубицкого[5].